# Crouy-sur-Ourcq
Crouy-sur-Ourcq là một xã ở tỉnh Seine-et-Marne, thuộc vùng Île-de-France ở miền bắc nước Pháp.

## Dân số
Người dân ở Crouy-sur-Ourcq được gọi là Crouyciens.
At the 1999 census, the village had a population of 1,585.